# Unione Sportiva Altedo Calcio
L'Unione Sportiva Altedo è stata una squadra di calcio italiana con sede nella città di Altedo. I colori sociali erano il bianco e il rosso. Nel primo dopoguerra la casacca era bianca con una stella rossa sul petto, poi divenne Bianca con bordature rosse.

## Storia
Fondato nel 1919, a partire dagli anni '20 prende parte ai campionati dilettantistici della FIGC, a metà degli anni '30 porta il nome di Altedo fascio. Dopo una sosta forzata dal 1941 al 1945, nel dopoguerra cambia denominazione in A.G.C. Altedo fino ad assumere quello definitivo di Unione Sportiva Altedo cioè U.S. Altedo. Alla ripresa dei campionati è ammesso in Prima divisione regionale, IV livello del calcio nazionale, per i trascorsi sportivi, ma a causa della distruzione del campo da gioco durante il conflitto bellico, dal 1946 al 1966 si deve trasferire a giocare nella vicina Minerbio. Ritorna ad Altedo nel campionato 1966-1967 dopo la costruzione del campo sportivo comunale.
Al termine della stagione di Prima Divisione 1946-1947 girone D dell'Emilia-Romagna ottiene la promozione in Serie C. Nella Serie C 1947-1948 al debutto in Terza Serie la compagine emiliana si comporta bene arrivando 6º nel Girone L, ma, complice una riforma dei campionati che rende quasi impossibile la salvezza (solo le prime due evitano la retrocessione nella serie inferiore), deve lasciare la Serie C dopo una sola stagione, retrocedendo in Promozione Interregionale (l'odierna Serie D). Rimane in promozione interregionale fino al 1950.
Successivamente ha disputato molti campionati di Promozione negli anni '60 e '70 , all'epoca il V livello del calcio italiano (il massimo livello regionale), e poi dagli anni '80 di categorie inferiori.

## Palmarès

### Altri piazzamenti
- Promozione:

Terzo posto: 1948-1949 (girone G)